# Vyhánění čerta ďáblem
Vyhánění čerta ďáblem je 13. epizoda 3. řady sci-fi seriálu Hvězdná brána.

## Děj
SG-1 se opět setkává s Apophisem. Ten je uvězní a postupně vyslýchá. Nejdříve vyslýchá Carterovou. Používá k tomu paměťový skener Tok'rů a drogu nazývanou "Sokarova krev". Carterová se ocitá ve snu vytvořeném ze starých vzpomínek. Ocitá se v den matčina pohřbu s Jacobem, který požaduje její odpuštění. Zmatená Carterová si pamatuje, že odpustila svému otci již před lety, protože kdyby to neudělala, nemohla by vstoupit do programu Hvězdné brány. Zčistajasna se Jacob Carter začíná ptát jak se dostat na Zemi a jaké je její IDC. Carterová se odmítá poddat a Apophis jí vrací do vězení.
Mezitím, Teal'c unikne Smrtícím kluzákům a vrací se k Tok'rům na Vorash. Rada rozhodne odpálit zařízení, které by se zavrtalo do středu měsíce Netu a zničí měsíc během dvanácti minut, zatímco Sokar bude ve své lodi a neschopný uniknout před výbuchem.
Zpět na Netu, Apophis vyslýchá plukovníka Jacka O'Neilla. O'Neill se ocitá ve snu, ve kterém si hraje se svým synem Charliem. Charlie si odmítá s Jackem hrát, jestliže mu Jack neřekne, kde je Asgardská domovská planeta. Jackovi se podaří přerušit sen a je odveden zpět do vězení.
Později Apophis vyslýchá Martoufa, kterému vyhrožuje zabitím Carterové, pokud mu Martouf neřekne kde jsou Tok'rové. Martouf lže přesvědčivě a Apophis použije tuto informaci, aby získal audienci u Sokara.
Dr. Daniel Jackson je také vyslýchán. V jeho snu se jej O'Neill ptá, kde je jeho dítě Harcesis.
Tok'ra Aldwin, který přiletěl spolu s Teal'cem vypustí zařízení do Netu. Apophis je u Sokara, kterému sdělí, že zná planetu, kde sídlí hnutí Tok'rů. Sokar mu vysvětluje, že již dobyl planetu Entac a Tok'rové tam nejsou. Jeho Jaffové Apophise zajmou a chtějí jej mučit. V chvilce zmatku Apophis vytáhne ukrytou čepel a zabije Sokarova Prvního muže' a další jeho Jaffy. Popadne tyčovou zbraň jednoho z Jaffů a vystřelí na Sokara, ale Sokar aktivuje svůj osobní štít. Apophis je přinucen utéci.
SG-1 a Martouf jsou stále uvězněni na Netu. Uniknout mohou pouze použitím transportních kruhů, ale ty by je přenesly na Sokarovu loď, která má být během dvanácti minut zničena. Teal'c to vyřeší tak, že navede nákladní loď do cesty paprsku ve chvíli kdy je aktivován a zachytí SG-1 ve svých transportních kruzích. Netu a Sokar jsou zničeni. Apophis uniká na Delmak a přebírá Sokarovu základnu. Stává se nejsilnějším Goa'uldem mezi Vládci soustavy.